# Starod
Starod je obmejno naselje na Krasu v Občini Ilirska Bistrica.
V bližini je bil do vstopa Hrvaške 1. januarja 2023 v skupno schengensko območje, ko je bila mejna kontrola po 32. letih ukinjena, tudi mejni prehod Starod.